# 克利夫頓 (緬因州)
克利夫頓（英語：Clifton）是一個位於美國緬因州佩諾布斯科特縣的鎮。

## 人口
根據2020年美國人口普查的數據，克利夫頓的面積為92.98平方千米，當中陸地面積為89.43平方千米，而水域面積為3.55平方千米。當地共有人口840人，而人口密度為每平方千米9人。